# Inès Van der Linden
Pour les articles homonymes, voir Van Der Linden.
Inès Van der Linden, née le 5 août 1995, est une coureuse cycliste française, elle commence sa carrière sportive par le triathlon et le duathlon où elle est championne de France de duathlon longue distance 2019.
.

## Biographie
Inès Van der Linden est kinésithérapeute à temps partiel en parallèle de sa pratique du cyclisme,. Elle a commencé de 2017 à 2021 par la pratique du triathlon et du duathlon au club d'Évreux. En 2018, elle remporte un trail, le MaxiCross de Bouffémont devant 187 autres concurrentes, elle finit avec dix-huit minutes d'avance sur la deuxième.

## Palmarès en triathlon
Le tableau présente les résultats les plus significatifs (podium) obtenus sur le circuit national et international de triathlon et de duathlon depuis 2018,,.
| Année | Compétition                                        | Pays   | Position           | Temps           |
| ----- | -------------------------------------------------- | ------ | ------------------ | --------------- |
| 2021  | Triathlon de Deauville - Full distance             | France | Médaille d'or      | 9 h 32 min 19 s |
| 2020  | Ventouxman                                         | France | Médaille d'or      | 3 h 59 min 42 s |
| 2019  | Championnats de France longue distance             | France | Médaille d'argent  | 5 h 11 min 50 s |
| 2019  | Championnats de France de duathlon longue distance | France | Médaille d'or      | 3 h 32 min 17 s |
| 2019  | Triathlon de Gérardmer LD                          | France | Médaille de bronze | 5 h 19 min 34 s |
| 2018  | Championnats de France de duathlon longue distance | France | Médaille de bronze | 3 h 49 min 37 s |

## Palmarès de cyclisme sur route

### Par année
- 2022
  - 2e de la Mirabelle Classic (coupe de France)